# Zygmunt Porębski
Zygmunt Porębski z Wielkiej Poręby herbu Kornicz (zm. przed 30 marca 1655 roku) – chorąży zatorski w latach 1647–1655.
Obecny na rokach ziemskich zatorskich w 1623 i 1624 roku, sędzia kapturu zatorskiego w 1651 i 1654 roku, marszałek sejmiku zatorskiego.
Stawił poczet na popis pospolitego ruszenia księstwa oświęcimskiego i zatorskiego pod Lwowem w październiku 1621 roku. Poświadczony w latach 1614–1627 jako dziedzic części wsi Czaniec w powiecie śląskim.